# Kamphaeng Phet (stad)
Kamphaeng Phet (Thais: กำแพงเพชร) (vroeger ook wel: Cha Kang Rao of Nakhon Chum) is een Thaise stad in de regio Noord-Thailand. De naam van de stad betekent muur van diamant. Kamphaeng Phet is hoofdstad van de provincie Kamphaeng Phet en het district Kamphaeng Phet. De stad heeft ongeveer 29.142 inwoners (2017).
De rivier de Ping stroomt door Kampheang Phet.

## Geschiedenis
De stad werd in 1347 door koning Liu Thai gesticht en diende als een voorpost voor het koninkrijk Sukhothai.

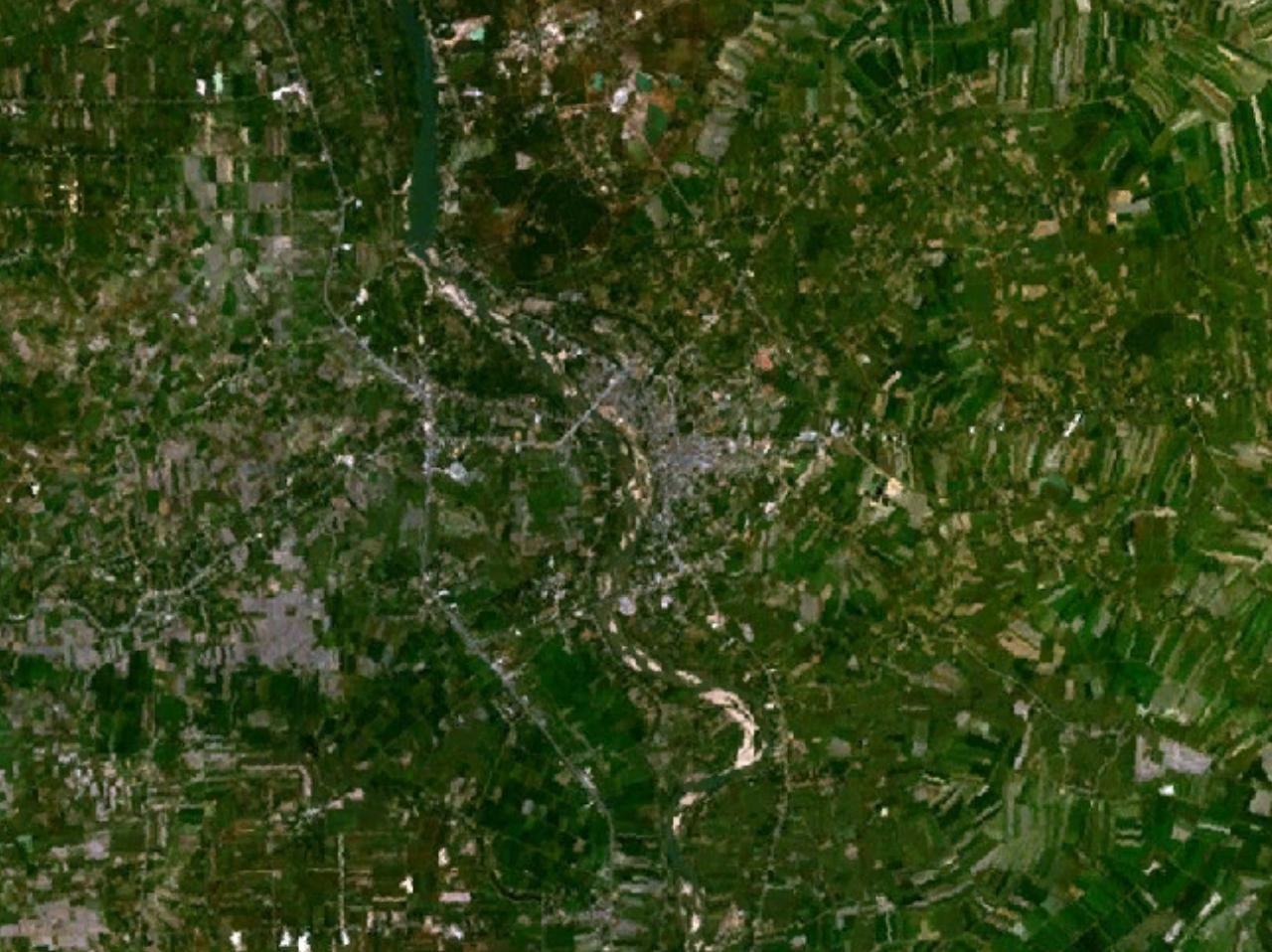
Satellietfoto van Kamphaeng Phet en omgeving